# Kazimierz Żórawski
Kazimierz Żórawski (22 de juny de 1866 - 23 de gener de 1953) va ser un matemàtic polonès. El seu treball li va valer un lloc d'honor entre els matemàtics del seu país, juntament amb altres polonesos rellevants com Wojciech Brudzewski, Jan Brożek (Broscius), Nicolau Copèrnic, Samuel Dickstein, Stefan Bergman, Marian Rejewski, Stanislaw Zaremba i Witold Hurewicz.
Els principals interessos de Zorawski eren invariants de les formes diferencials, invariants integrant del grup de Lie, geometria diferencial i mecànica de fluids. El seu treball en aquestes disciplines van ser importants en altres camps de les matemàtiques i la ciència, com ara les equacions diferencials, la geometria i la física, especialment en astrofísica i cosmologia.
Va estar enamorat de Marie Curie, però davant l'oposició familiar van trencar relacions i més endavant Marie es casaria amb Pierre Curie.